# 제레미 해즐베이커
제레미 필립 해즐베이커(Jeremy Philip Hazelbaker, 1987년 8월 14일 ~ )는 미국의 야구 선수이자, 전 KBO 리그 KIA 타이거즈의 외야수이다.

## 미국 프로야구 시절
2016년에 세인트루이스 카디널스에 입단하였다.

## 한국 프로야구 시절

### KIA 타이거즈 시절
2018년 11월 19일에 버나디나를 대체할 외국인 야수로 영입되었으나  2019년 5월 10일에 성적 부진으로 방출되었으며  대체선수로 터커가 영입되었다.

## 참조
1. ↑  신원철 (2019년 5월 10일). “KIA 새 외국인 후보 터커, '퇴출 1호' 해즐베이커와 다른 점은”. 스포티비뉴스. 2023년 10월 23일에 확인함.